# Streepwangstekelstaart
De streepwangstekelstaart (Cranioleuca antisiensis) is een zangvogel uit de familie Furnariidae (ovenvogels).

## Verspreiding en leefgebied
Deze soort telt vijf ondersoorten:
- C. a. antisiensis: zuidwestelijk Ecuador.
- C. a. palamblae: noordwestelijk Peru.
- C. a. baroni: noordelijk deel van de Andes in Peru (Barons stekelstaart)
- C. a. capitalis: in de regio Huánuco (Midden-Peru)
- C. a. zaratensis: in de provincies Pasco en Lima (Peru)

## Status
De grootte van de populatie is niet gekwantificeerd maar de soort wordt omschreven als vrij algemeen maar met een versnipperde verspreiding. Op de Rode lijst van de IUCN heeft deze soort de status niet bedreigd.